# Björn Johansson (tonsättare)
Björn Emanuel Johansson, född 9 mars 1913 i Smögens församling, Göteborgs och Bohus län, död 29 juni 1983, var en svensk tonsättare.
Johansson, som var son till köpman Frithiof Johansson och Karin Rundin, blev filosofie kandidat 1937 och teologie kandidat vid Lunds universitet 1941. Han studerade orgel, piano och harmoni för Herman Asplöf, instrumentation för Tor Mann samt komposition för John Fernström och Poul Schierbeck. Han studerade i Paris 1946–1947 och diplomerades från Schola Cantorum de Paris 1947. Han var lärare och organist vid Lundsbergs skola 1942–1946 och skrev musikanmälningar i Göteborgs Handels- och Sjöfartstidning 1947–1966. Han var även verksam som musikskriftställare och gymnasielärare i Göteborg. 

## Verk i urval
- Symfonierna 1–5 (1943, 1947, 1953, 1954, 1955)
- Stråkkvartett (1954)
- Stråkkvartett nr 2' (1958)
- Cellokonsert (1961)
- Concertino för blåsarkvintett (1962)
- Sånger om månen (1962)
- Pezzo sinfonico (1964)
- Saga-balettpantomim Eko-ön (1965)
- Klaverkonsert (1965)
- Sounds around Corfu (1967)
- Ensuite pour le piano (1968)
- Primavera (1968)
- Stråkkvartett (1968)
- Tre pezzi per coro a cappella (1970)
- Klaverkvintett (1971)
- Lars Forssell-sånger (1971)
- Commission för orkester, kör, solist till texter av Ezra Pound (1973)
- "...notes of Music" för solist och kammarorkester till text av William Shakespeare (1973)
- Långfredagen för orkester (1975)